# NK Panonija Peteranec
Nogometni klub Panonija Peteranec hrvatski je nogometni klub iz Peteranca.
Trenutačno se natječe se u 1. ŽNL Koprivničko-križevačkoj.
Klupske boje 1932. bile su bijela i plava, dok je za godinu osnutka navedena 1922.

## Vanjske poveznice
- Profil, HNS Semafor